# Arnstein (Arnstein)

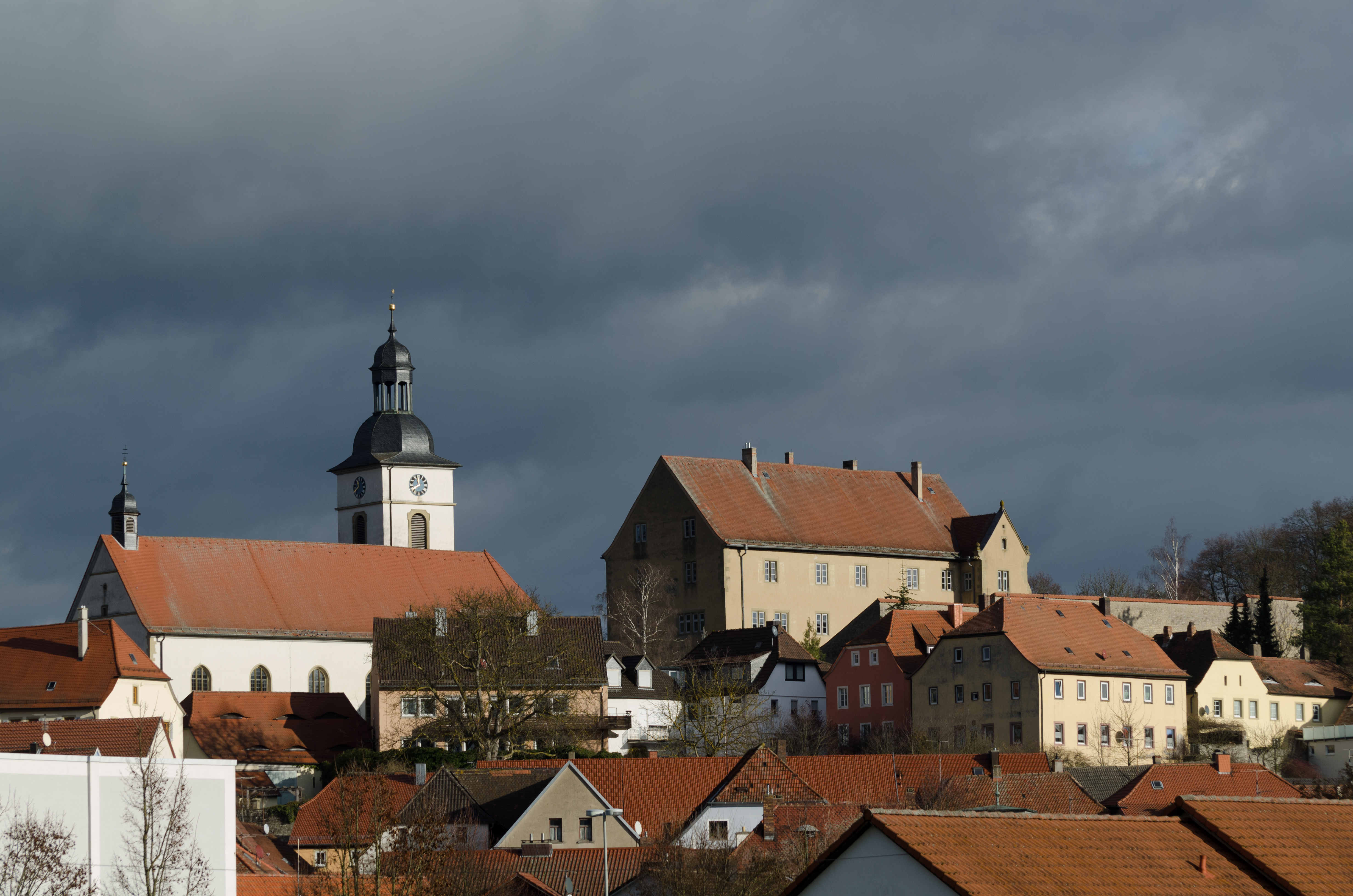
Arnstein mit Katholischer Pfarrkirche St. Nikolaus und der Burg Arnstein (Amtsschloss)

Arnstein ist der Hauptort der Stadt Arnstein im unterfränkischen Landkreis Main-Spessart in Bayern.

## Geographie

### Lage
Der Ort liegt 227 m ü. NHN zwischen Karlstadt und Schweinfurt an der Einmündung der Bundesstraße 26a in die Bundesstraße 26. Auf dem Gemarkungsgebiet befinden sich der Weiler Dürrhof und die Einöde Faustenbach. Prägend für die Lage und die Geschichte des Ortes ist die sich das östlich in Spornlage befindliche Burg Arnstein (auch Amtsschloss Arnstein).

### Nachbargemarkungen
An Arnstein grenzen folgende Gemarkungen:
| Büchold                 | Schwebenried                                | Schraudenbach |
| Heugrumbach Reuchelheim | Kompassrose, die auf Nachbargemeinden zeigt | Gänheim       |
| Gramschatzer Wald       | Gramschatz                                  | Binsbach      |

### Gewässer
Südöstlich des Ortes fließt der Hintere Lerchengraben von links in die Wern, in die im Ort der Schwabbach mündet.

## Geschichte
Arnstein war eine Stadt im Landkreis Karlstadt bis zu dessen Auflösung. Seit dem 1. Juli 1972 gehört Arnstein zum Landkreis Main-Spessart. Am 31. Dezember 2018 hatte der Ort 3032 Einwohner mit Hauptwohnsitz.

## Religion
Arnstein ist katholisch geprägt. Die Pfarrei Unsere Liebe Frau vom Rosenkranz (Pfarreiengemeinschaft Um Maria Sondheim, Arnstein) mit der Stadtkirche St. Nikolaus, der Wallfahrtskirche Maria Sondheim und der Kapelle St. Elisabeth gehört zum Dekanat Karlstadt. Zusätzlich gehört die Christuskirche der Evangelisch-Lutherischen Kirchengemeinde Thüngen-Arnstein zum Dekanatsbezirk Würzburg.